# Islandský kalcit

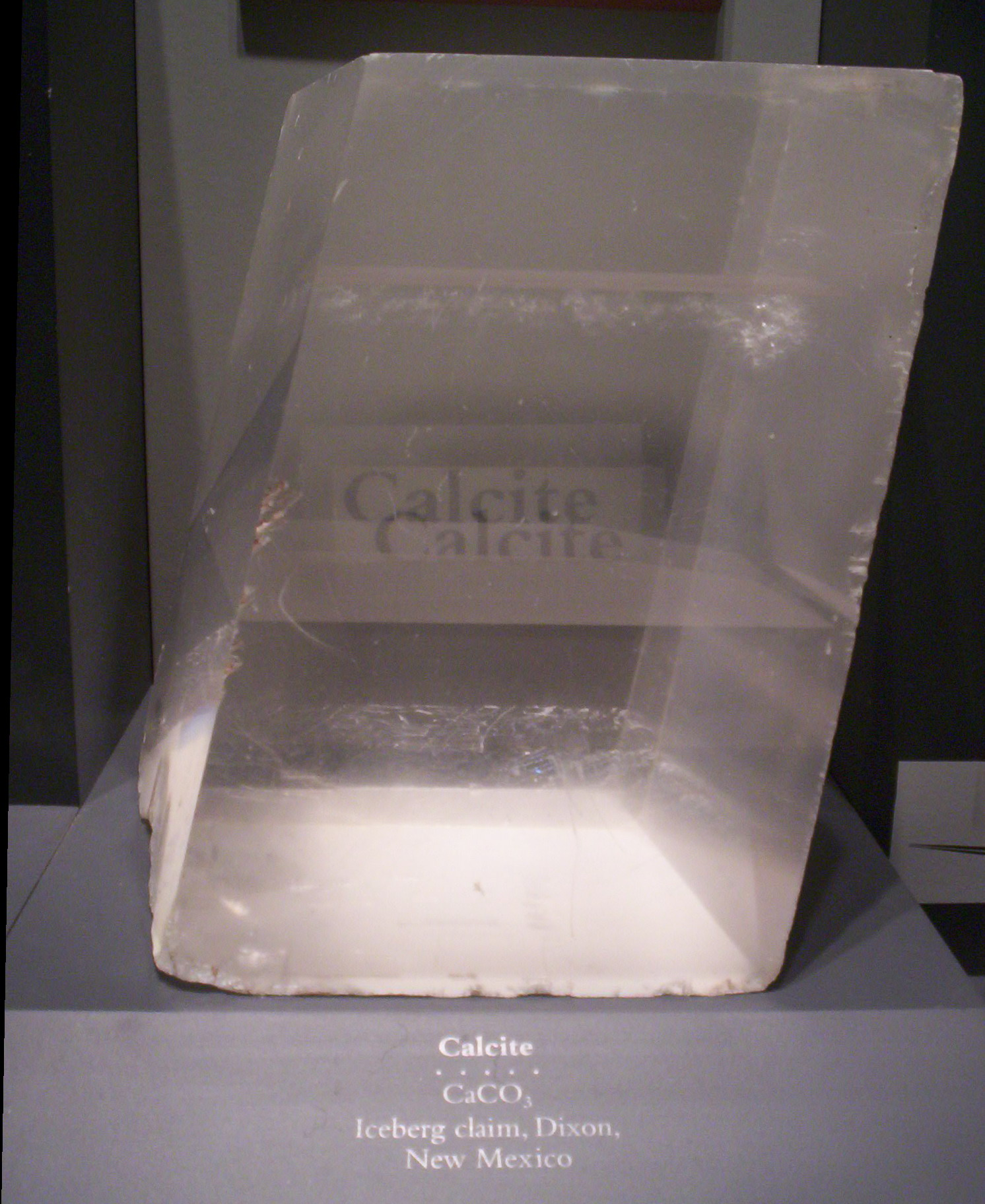
Islandský vápenec

Islandský kalcit je průhledná varianta kalcitu neboli krystalizovaného uhličitanu vápenatého, původně z Islandu. Používá se pro demonstraci polarizace (viz polarimetrie).

## Vikingský sluneční kámen
Krystaly islandského kalcitu byly pro své polarizační vlastnosti využívány Vikingy pro určování polohy slunce i při zatažené obloze, což je zmiňováno ve středověkých islandských textech a bájích. Při pohledu na oblohu skrze krystal se po natočení směrem ke slunci kámen viditelně rozzáří.